# Anopterus macleayanus
Anopterus macleayanus, "laurel de Queensland" o "laurel de Macleay" es una especie de arbusto grande o árbol pequeño en la familia Escalloniaceae, nativo de Queensland y Nueva Gales del Sur en Australia.

## Características
Puede crecer hasta 15 metros de alto y tiene hojas que miden de 10 de 30 cm de largo y de 2 a 4 cm de ancho, mientras las hojas juveniles pueden ser mucho más grandes. Las flores blancas salen en racimos entre octubre y diciembre (mediados de primavera a principios de verano) en su hábitat.

## Taxonomía
Anopterus macleayanus fue descrita por Ferdinand von Mueller y publicado en Quarterly Journal & Transactions of the Pharmaceutical Society of Victoria 2(5): 43. 1859.